# Cuerpo X (Grande Armée)
El Cuerpo X de la Grande Armée fue una unidad militar francesa activa durante las Guerras Napoleónicas. Originalmente establecida en 1807 bajo el mando del mariscal François Joseph Lefebvre, el Cuerpo X fue reconstituido en 1812 durante la invasión francesa de Rusia bajo el mando del mariscal Étienne Jacques MacDonald. Después de la retirada francesa de Rusia y bajo el liderazgo del general Jean Rapp, el Cuerpo X recibió la misión de defender Danzig, cuyo asedio duró desde enero de 1813 hasta enero del año siguiente. Trás la finalización de éste en 1814, la guarnición se rindió ante la coalición ruso-prusiana. Cabe destacar que el Cuerpo X incluía un contingente prusiano que eventualmente se convirtió en la base del Ejército Prusiano reformado en 1813.  Prusia luchó, entonces, contra los países alemanes destrozados y contra el Imperio austríaco.